# Alfonso Scirocco
Alfonso Scirocco (Napoli, 1924 – Napoli, 22 settembre 2009) è stato uno storico italiano, professore emerito dell'università di Napoli Federico II.

## Biografia
Nel 1966 divenne titolare della cattedra di Storia del Risorgimento della Facoltà di Lettere dell'Università di Napoli "Federico II", il suo interesse verso la storia risorgimentale lo portò a diventare membro del consiglio di presidenza dell'Istituto per la Storia del Risorgimento Italiano, a far parte della Commissione nazionale per la pubblicazione dei carteggi di Cavour e della commissione per l'edizione nazionale degli scritti di Mazzini e di Garibaldi.
La sua attività di storico era principalmente concentrata su tre tematiche: la condizione del Mezzogiorno prima e dopo l'Unità d'italia, le ribellioni contadine col fenomeno del brigantaggio e le proteste sociali, gli aspetti della democrazia italiana nell'Ottocento, per quanto la vastità dei suoi studi permette di avere un quadro complessivo della storia risorgimentale a partire dall'età napoleonica fino alla proclamazione di Roma capitale d'Italia nel 1871.
Ha vissuto prevalentemente a Napoli; fu presidente dell'Istituto campano per la storia del giornalismo e socio dell'Accademia Pontaniana e della Società Nazionale di Scienze, Lettere ed Arti di Napoli. 
Nel 1980 ricevette il Premio Napoli per la ricerca meridionalistica. 
È morto a Napoli nel 2009 ed i suoi funerali furono celebrati nella chiesa parrocchiale di San Gioacchino.

### Storiografia garibaldina
Il suo libro su Garibaldi, è stato ripubblicato più volte, tradotto in inglese dall'università di Princeton e in francese da Payot. Secondo Scirocco «Garibaldi è un eroe per antonomasia ...  un cittadino del mondo. Combatté disinteressatamente per l'indipendenza del Rio Grande del Sud contro l'impero brasiliano e dell'Uruguay, si batté in Italia per l'unità nazionale e finì la sua carriera di soldato difendendo la Francia nel 1870 contro i Prussiani ... sposò i grandi ideali di libertà di tutti i popoli, tanto che nel 1867 partecipò al Congresso della pace a Ginevra e inviò messaggi di solidarietà a tutti i paesi che combattevano per la libertà. Il suo ricordo è ovunque e le sue gesta hanno generato entusiasmo e riconoscenza. In Inghilterra, Francia, Germania la sua opera è considerata con rispetto. Biografie popolari e sue immagini celebrano le sue imprese in tutto il mondo, mentre il suo fascino continua ad ammaliare». Scirocco arriva ad accostare alla sua figura quella di Che Guevara anch'esso «ricordato non come patriota che si è battuto per il suo popolo, ma come simbolo di libertà per tutti gli uomini della Terra».

## Opere

### Pubblicazioni
- L'Italia del Risorgimento, Il Mulino, 1990 (II edizione ampliata nel 1993)
- Briganti e società nell'Ottocento: il caso Calabria, Capone editore, 1991
- In difesa del Risorgimento, Il Mulino, 1998
- Garibaldi. Battaglie, amori, ideali di un cittadino del mondo, Laterza, 2001
- Governo e paese nel Mezzogiorno nella crisi dell' unificazione (1860-1861), Giuffre', 1963 (II ediz., Napoli, SEN 1981)
- I democratici italiani da Sapri a Porta Pia, Esi, 1969
- Politica e amministrazione a Napoli nella vita unitaria, Esi, 1972
- Il Mezzogiorno nell'Italia unita (1861-1865), Sen, 1979
- Democrazia e socialismo a Napoli dopo l'Unità (1860-1878), Napoli, Libreria Scientifica Editrice 1973
- Dalla seconda restaurazione alla fine del regno, in Storia del Mezzogiorno, vol. IV, Roma, Edizioni del Sole 1986

### Principali saggi
- Il ritiro della moneta borbonica di rame nelle province meridionali (1861-65), in Annali di storia economica e sociale, n. 6, 1995.
- I sovrani e le riforme, in L'Italia fra rivoluzioni e riforme (1831-1846), Roma, Istituto per la Storia del Risorgimento Italiano 1994, pp. 53-109.
- Banditismo e repressione in Europa in età moderna, in Fra storia e storiografia. Scritti in onore di Pasquale Villani, Bologna, Il Mulino 1994, pp. 413-425.
- Brigantaggio e politica in Calabria dopo il moto cosentino del 15 marzo 1844: Talarico re della Sila, "Rassegna Storica del Risorgimento", 1995, fasc. III, pp. 5-18.
- Collegi e licei del Mezzogiorno (1806-1860), in Storia delle istituzioni educative in Italia tra Ottocento e Novecento, Milano, Comune di Milano 1996, pp. 7-21.
- Ferdinando II di Borbone, in Dizionario Biografico degli Italiani, vol. 46, Roma 1996, pp. 226-242.
- Prefazione a G. Addeo, L'albero della libertà nella repubblica napoletana del 1799, Napoli, Loffredo 1997, pp. 9-15.
- Ruggero Bonghi sul Lago Maggiore: Vittoria Cima, in Bonghi, Butler, D'Azeglio, Giovanetti, King, Rossi, Regina Vittoria. Storie di terra, storie di lago, Novara, Istituto per la Storia del Risorgimento italiano 1997, pp. 115-154.
- Francesco De Sanctis segretario della Commissione di Pubblica Istruzione nel 1848-49 ed una ispezione al collegio di Avellino, in Filosofia e storia della cultura. Studi in onore di Fulvio Tessitore, voll. 3, Napoli, Morano 1997, vol. II, L'età contemporanea, pp. 651-660.
- Tra brigantaggio politico e banditismo nel 1815 nel Mezzogiorno, in Per la storia del Mezzogiorno medievale e moderno. Studi in memoria di Jole Mazzoleni, Roma, Ministero per i beni culturali e ambientali, 1998, pp. 859-875.
- Echi dei fatti siciliani del 1848 nella stampa napoletana, in "Clio", a. XXXIV, n. 4, ottobre-dicembre 1998, pp. 549-572.